# Rinópolis
Rinópolis este un oraș în São Paulo (SP), Brazilia.